# Arthur van den Nest
Arthur Constant Pieter Armand Van den Nest , 25 février 1843 à Anvers et mort le 2 octobre 1913 à Anvers, est un banquier et homme politique libéral belge.

## Biographie

### Famille
Arthur Van den Nest est le fils de Constant Van den Nest (1795-1858), conseiller provincial d'Anvers, secrétaire des Académies royales des Beaux-Arts, chevaler de l'ordre de Léopold, et de Justine de Gheest. Il est le demi-frère par sa mère de Hippolyte de Boë.

### Carrière
Arthur Van den Nest suit des études à l'Institut supérieur de commerce d'Anvers. 
Propriétaire foncier, il est élu conseiller communal de Anvers en 1872, dont il est échevin de l'état civil et des Beaux-Arts (1874-1882), puis des Finances (1885-1900). Il fonde la Volksbank (Banque populaire) d'Anvers qu'il préside de 1884 à 1900. Il est membre du comité d'organisation de l'exposition universelle d'Anvers de 1885, du conseil d'administration de l'Académie royale des Beaux-Arts, de la commission des musées d'Anvers parmi d'autres.
Il est également élu sénateur de l'arrondissement de Anvers (1900-1913), défenseur acharné de l'annexion du Congo. Il fonde le Royal Club Africain d'Anvers en 1895, dont il devient président, et est également président du Bell Telephone Company, de la Anglo-Belgian Indian Rubber and Exploration Company et de la Koninklijke Antwerpse Watersportvereniging S.R.N.A..
En 1907, la Fondation Arthur Van Den Nest est fondée, une institution de lutte contre la tuberculose.
Il est décoré comme officier de l'ordre de Léopold et de l'ordre de la Couronne, officier de l'ordre de la Couronne d'Italie, chevalier de l'ordre royal du Lion.

## Distinctions
- Officier de l'ordre de la Couronne

## Sources
- Christian van de Velde, L'État indépendant du Congo aux expositions universelles belges: organisation et acteurs d'une propagande coloniale (1885-1905)
- R. Bonnaerens, Biographie Coloniale Belge - Belgische Koloniale Biografie, Brussel, Koninklijk Belgisch Koloniaal Instituut, V, 1958
- R. Devuldere, Biografisch repertorium der Belgische parlementairen, senatoren en volksvertegenwoordigers 1830 tot 1.8.1965, Gent, R.U.G, 1965, p. 1930-1931.
- P. Van Molle, Het Belgisch parlement 1894-1969, Gent, Erasmus, 1969, p. 339.
- J. Matthysen, Politieke Dynastieën te Antwerpen 1830-1914, Gent, R.U.G. onuitgegeven licentiaatsverhandeling (sectie geschiedenis), 1973, p. 184-186.
- De stad Antwerpen aan den heer senator Arthur van den Nest, gewezen gemeenteraadslid en schepen van Antwerpen, 1911.
- Mimi Debruyn, Gesticht Arthur Van den Nest, 1997.